# Sierra de Tejeda
Sierra de Tejeda är en ås i Spanien.   Den ligger i provinsen Provincia de Granada och regionen Andalusien, i den södra delen av landet, 400 km söder om huvudstaden Madrid. Sierra de Tejeda ingår i Sierra de Almijara.